# Рекотка
Ре́котка (бел. Рэ́катка) — деревня в составе Добровского сельсовета Горецкого района Могилёвской области Республики Беларусь.

## Население
- 1999 год — 98 человек
- 2010 год — 25 человек[источник не указан 3816 дней]